# Oktobas

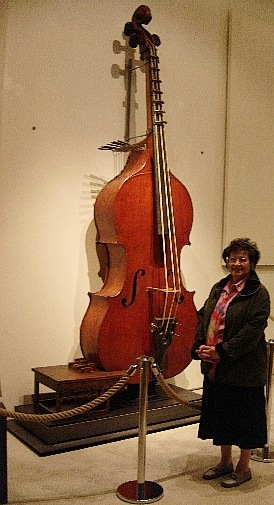
XIX-wieczny oktobas prezentowany w paryskim muzeum muzyki

Oktobas – muzyczny instrument strunowy z grupy smyczkowych, którego konstruktorem był Jean-Baptiste Vuillaume.

## Historia
Powstał w 1849 roku. Podczas otwarcia targów paryskich w 1855 roku Jean-Baptiste Vuillaume wykonał na oktobasie Te Deum Hectora Berlioza. Konstruktor zbudował trzy egzemplarze instrumentu, z których zachowały się dwa. Jeden znajduje się w Cité de la Musique w Paryżu, drugi w archiwum Wiener Musikverein, a trzeci spłonął w pożarze. Repliki znajdują się w kolekcjach: Musical Instrument Museum w Phoenix (zbudowany przez włoskiego lutnika Antonio Dattisa)  i  Muzeum Historii Sztuki w Wiedniu.
Jedyną orkiestrą posiadającą w XXI wieku oktobas i wykonującą utwory z jego udziałem jest Montrealska Orkiestra Symfoniczna. Jest on repliką oryginału przechowywanego w Paryżu. Wykonał go Jean-Jacques Pagès, który w 2018 roku otrzymał zamówienie na dwa kolejne instrumenty.

## Budowa
Był większych rozmiarów niż kontrabas, posiadał trzy struny, a do jego obsługi wykorzystywano system dźwigni dociskających struny do podstrunicy. Instrument nie był produkowany masowo i był rzadko wykorzystywany przez kompozytorów (mimo że francuski kompozytor Hector Berlioz bardzo go cenił i spopularyzował), głównie z powodów trudności technicznych gry: posiadał olbrzymią podstrunnicę oraz słabe struny. Instrument ma ponad 3,5 metra wysokości.